# おばあさんの虫眼鏡
『おばあさんの虫眼鏡』（おばあさんのむしめがね、原題：Grandma's Reading Glass）は、1900年にイギリスで製作・公開された短編映画である。
モノクロ、サイレント。「ブライトン派」と呼ばれたイギリスの先駆的な映画人の一人であるジョージ・アルバート・スミスの監督作であり、スミスの前作『望遠鏡でみたもの』とともに初めてクローズアップを用いた作品である。

## 内容

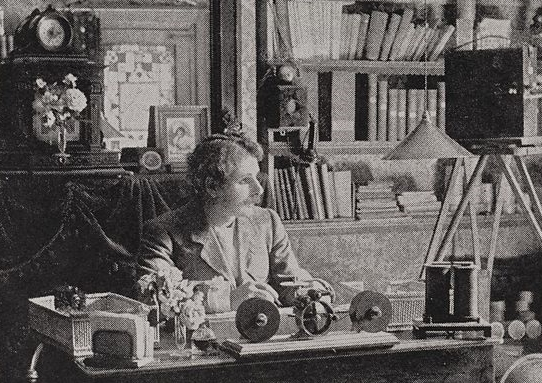
ジョージ・アルバート・スミス

少年がおばあさんの大きな虫眼鏡をかざして新聞、懐中時計、鳥籠の鳥、おばあさんの目、猫を覗いて見る、という内容。本作は異なる映像を交互に繋ぐことで構成されており、少年が虫眼鏡をかざすとショットが切り換わり、少年の見る対象物が、円形にくり抜かれたマスクの中にクローズアップで映し出される。

## 歴史
オリジナルフィルムはワーウィック貿易会社の火災により焼失した。 1912年に再撮影したものも、長い間失われたと考えられていたが、この複製フィルムは1960年にデンマークの法廷写真家で映画の先駆者であるピーター・エルフェルトのコレクションから再発見された。